# Nomination dans le judaïsme
En plus de son prénom civil, le garçon juif se voit attribuer, au cours d'une cérémonie dans la semaine qui suit sa naissance, un prénom hébraïque à usage religieux. Dans certaines circonstances de la vie religieuse, il est appelé sous son nom hébraïque complet qui est constitué de ce prénom hébraïque suivi de celui du père ou de la mère, ou des deux parents, selon les traditions.
Pour les filles, la nomination a généralement lieu plus tard dans leur première année lors d'une cérémonie décrite dans l'article Zeved Habat.

## Noms de famille et noms hébraïques
Dans la culture juive il est d'usage que les conjoints et les enfants soient identifiés par le même nom de famille, qui passe de génération en génération. Le nom de famille lui-même n'indique pas nécessairement la parenté entre les personnes, et il est souvent difficile de prouver la parenté des personnes qui portent le même nom de famille. Dans les temps anciens, les noms de famille n'étaient pas couramment utilisés, et les personnes étaient identifiés de la façon Untel, fils d'Untel. Par exemple, « Yehouchoua bin Noun », ou le nom plus complet : « Noah ben Lemech ben Mathushelah ben Hanoch ».
Les Juifs français portent un nom et un prénom français officiels inscrits à l'état civil depuis le décret impérial du 20 juillet 1808 sur les noms, le décret de Bayonne, selon lequel les « sujets de culte hébraïque » sont tenus d'adopter un nom patronymique et un prénom fixe.
Outre ceux-ci, ils portent également un nom hébraïque lequel est constitué d'un prénom accompagné de celui du père, ou de la mère, ou des deux, selon les traditions et en fonction des circonstances. Par exemple : « Shmuel ben Moshé » (Shmuel, fils de Moshé) ou « Rahel bat Shmuel » (Rahel, fille de Shmuel).
Par exemple, le célèbre chanteur hassidique connu sous le sigle MBD pour Mordechai Ben David (Mordechai, fils de David) s'appelle à l'état civil Mordechai Werdyger, et c'est le fils du cantor David Werdyger.

## Choix du prénom
Le prénom hébraïque est donné par le père de l'enfant âgé de 8 jours lors de sa circoncision (Brit milah) pour les garçons, ou lors de la cérémonie correspondante pour les filles (nomination de la fille, appelée Holekreisch chez les Ashkénazes et Zeved Habat chez les Séfarades). Ce n'est pas forcément le même que le prénom officiel français. Quelquefois, on choisit un prénom hébraïque très proche du prénom français (par exemple, Elie pour Alain ; Myriam pour Marie) mais il peut aussi être complètement différent. Selon les traditions, il est d'usage de choisir le prénom d'un aïeul décédé (chez les Ashkénazes), ou au contraire d'un aïeul vivant (chez les Séfarades). En revanche, on ne donne pas à l'enfant le même prénom que ses parents. Chez les Hassidim, il est d'usage de nommer les enfants d'après le nom d'un Rabbi ou d'une Rabbanite.
Les prénoms hébraïques peuvent être regroupés en quatre grandes catégories :
- noms d'objets ou de lieux : Gilad, rosée (Tal), perle (Margalit ou Pénina), pierres précieuses diverses… ;
- noms de végétaux (fleurs, arbres) : cèdre (Erez), rose (Shoshana), arbre (Élone), etc. ;
- noms d'animaux : chamois (Yaël), lion (Ariê), abeille (Débora), colombe (Yona), etc. ;
- noms de personnages bibliques : Abraham, Isaac, Jacob, Rachel, Moïse, etc. Seule une infime partie des noms bibliques est couramment utilisée (moins de 140 sur un total de 2 800 répertoriés[2]).

Le prénom est supposé déterminer les qualités de l'enfant. Certains prénoms très courts sont évités comme le prénom Dan qui signifie « il juge » et qui exprime rigueur et sévérité. Dan est l'un des 12 fils de Jacob et son emblème est le serpent : « Dan jugera son peuple, comme une des tribus d’Israël. Que Dan soit un serpent sur le chemin, une vipère sur le sentier qui mord les talons du cheval, alors que son cavalier tombe en arrière. » (Genèse 49,16-18).

## Usage du prénom hébraïque
Dans les familles juives pratiquantes, le prénom hébraïque est utilisé au quotidien dans la vie courante (de préférence au prénom officiel de l'état civil), ainsi qu'à l'école pour les enfants qui fréquentent une école juive.
Le nom hébraïque complet est utilisé lors de pratiques religieuses.
On utilise le nom hébraïque de la personne avec le nom du père (un tel/une telle fils/fille de un tel), dans ces occasions :
- lors de l'appel pour monter à la Torah (Aliyah La Torah, participation à la lecture biblique à la synagogue)
- dans la Ketouba, le contrat de mariage
- sur la pierre tombale (chez les Ashkénazes)

On utilise le nom de la personne et celui de la mère (un tel/une telle fils/fille d'une telle) (exemple: Shmuel ben Chana), dans ces occasions :
- sur la pierre tombale (chez les Sépharades)
- dans la rédaction d'un Kvitel (requête écrite de prière)
- dans la prière pour les malades

Rabbi Nahman est connu le plus souvent sous le nom de Nahman ben Feyga où Feyga est le prénom de sa mère.
Le nom hébraïque des lévites est toujours suivi par Ha-Levi, le lévite. Par exemple, l'auteur du poème liturgique Lekha Dodi, Salomon Alkabetz, y a inscrit son nom hébraïque en acrostiche : שלמה הלוי (Salomon le lévite).
Il existe dans le judaïsme une tradition consistant à choisir un verset de la Bible qui commence et se termine par les mêmes lettres que son prénom hébraïque. Ce verset est récité à voix basse lors des prières quotidiennes, vers la fin de la Amida.
Par exemple, pour le prénom Samuel (en hébreu Chmouel) qui commence par un shin et se termine par un lamed, on pourra choisir le verset Psaume 119, 165 : « Chalom rav lé ohavé toratékha, vééïne lamo mikhchol » (Un grand bonheur pour ceux qui aiment Ta Torah, et pour eux il n'y a pas de cause de chute).

## Changer de nom
Le prénom hébraïque peut être changé en certaines circonstances, comme lors d'une maladie ou d'une épreuve. Le malade conjure le danger en adoptant un second prénom « bénéfique », souvent c'est le prénom Haïm (חַיִּים), qui signifie « vie », et pour une femme Haya. On en a un exemple célèbre avec l'ancien grand-rabbin de France Joseph Sitruk qui est devenu Joseph Haïm Sitruk (1944-2016), lors d'une attaque cérébrale qui l'avait laissé mourant le 5 décembre 2001.
Il existe dans la Bible plusieurs cas de changements de nom, par exemple Abram devient Abraham, Jacob devient Israël, Josué s'appelle d'abord Hoshea (Nombres 13.16), Reouël (רְעוּאֵל - Exode 2,18) se transforme en Jéthro (Exode 3,1), etc.
Selon Rabbi Josué ben Lévi, les enfants d’Israël ont été délivrés de l'esclavage en Égypte, parce qu'ils n'ont pas changé leurs noms, leur langue et leur costume (Midrash Sifrei sur Deutéronome 12:30), c'est-à-dire qu'ils ont gardé leurs prénoms hébraïques et n'ont pas adopté les prénoms égyptiens.
Le converti adopte un nom hébraïque (en plus ou parfois en remplacement de son nom de naissance) et c'est souvent Abraham.
Pour les Juifs qui « montent » en Israël, il n'est pas rare d'abandonner leurs nom ou prénom de la diaspora (ou les deux) et de se choisir un nom hébraïque proche ou traduit. Un exemple célèbre en est David Ben Gourion qui s'appelait lors de sa naissance en Pologne « David Grün ».